# Bob Fosse
Robert Louis Fosse (23 tháng 6 năm 1927 - 23 tháng 9 năm 1987) là một vũ công, biên đạo múa nhạc kịch, diễn viên và đạo diễn sân khấu và điện ảnh người Mỹ. Ông chỉ đạo và biên đạo các tác phẩm âm nhạc trên sân khấu và màn ảnh, bao gồm các vở nhạc kịch sân khấu The Pajama Game (biên đạo) năm 1954 và Chicago năm 1975 và bộ phim Cabaret năm 1972.
Phong cách vũ đạo đặc biệt của Fosse bao gồm đầu gối quay và " bàn tay jazz ". Ông là người duy nhất từng giành giải Oscar, Emmy và Tony trong cùng năm (1973). Ông đã được đề cử bốn giải Oscar, giành giải Đạo diễn xuất sắc nhất cho Cabaret và giành được kỷ lục tám Tonys cho phần vũ đạo của mình, cũng như một giải cho Pippin.